# Mekhatria
Mekhatria (em árabe: المختارية) é uma cidade localizada na província de Aïn Defla, no norte da Argélia. Sua população era de 17 129 habitantes, em 2008.